# Idioma añú
El añú es un idioma perteneciente a la familia arahuaca, hablado por algunos hablantes en la zona de la laguna de Sinamaica, en el Estado Zulia, Venezuela.
Hasta hace poco, se consideraba extinto. En 2011, existían unas 21 000 personas que se identificaban como paraujanos, pero solo se documentó un hablante de la lengua. Sin embargo, en la última década se ha experimentado un proceso de revitalización lingüística, en el cual UNICEF ha tenido un papel importante.

## Literatura
Patte, Marie-France (1989) - Estudio descriptivo de la lengua añun (o "Paraujano"), Univ. Católica del Táchira, San Cristóbal (Venezuela) 1990 Entre Guajiros et Espagnols, les Humains - Récits añun, Bulletin de l'IFEA XIX n°2, Lima

### Artículos
- Sintaxis comparada de las lenguas arahuacas de Venezuela (enlace roto disponible en Internet Archive; véase el historial, la primera versión y la última).

### Enlaces
- Experiencias recientes de revitalización lingüística en la Venezuela indígena
- Programa de la Unicef para revitalizar el idioma añu Archivado el 22 de julio de 2018 en Wayback Machine.

- Datos: Q3501747